# Lungern
Lungern és un municipi del cantó d'Obwalden (Suïssa).

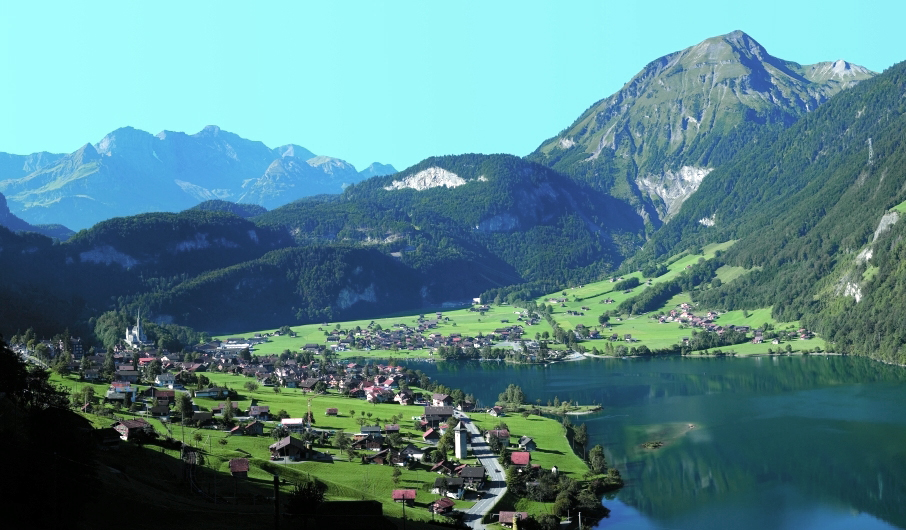
Vista general